# Epicypta iaunensis
Epicypta iaunensis är en tvåvingeart som beskrevs av Lane 1951. Epicypta iaunensis ingår i släktet Epicypta och familjen svampmyggor. Inga underarter finns listade i Catalogue of Life.